# Hampus Olsson
Hampus Olsson (* 26. August 1994 in Trelleborg, Schweden) ist ein schwedischer Handballspieler.

## Karriere
Hampus Olsson begann mit dem Handballspiel in seiner Heimatstadt beim IFK Trelleborg. 2014–2017 spielte der auf der Position Rechtsaußen eingesetzte Olsson für HK Drott, im Folgejahr für HIF Karlskrona. Bei HK Malmö gelang ihm endgültig der Durchbruch. So wurde Olsson in der Saison 2019/20 mit 181 Toren in 31 Spielen Torschützenkönig und in das All-Star-Team der schwedischen Liga gewählt. Mit Malmö nahm er zweimal am EHF-Pokal teil. Seit September 2020 spielt der Linkshänder für den deutschen Bundesligisten HC Erlangen.

## Auswahlmannschaften
Er wurde für die Europameisterschaft 2022 nachnominiert, kam aber nicht zum Einsatz. Am 12. März 2023 debütierte Olsson beim 31:30-Sieg im Jaén für die schwedische Nationalmannschaft gegen Spanien.